# Джек-Джек атакует
«Джек-Джек атакует» (англ. Jack-Jack Attack) — компьютерный анимационный короткометражный фильм, созданный Pixar на основе их мультфильма «Суперсемейка».
В отличие от многих своих предыдущих картин, она не получила театрального релиза, но была показана на DVD вместе с мультфильмом. Идея для этого короткого мультика происходила из идеи для сцены, первоначально рассматриваемой для мультфильма «Суперсемейка»; она была вырезана из этого мультфильма. Сюжет основан на ребёнке, Джек-Джеке, и происходит примерно в то же время, что и события основного мультфильма. Из Суперсемейки зрители узнают, что няня Джек-Джека Кари начала заботиться о нём вскоре после того, как повесила трубку после разговора с матерью малыша Хелен Парр (также известной как Эластика).

## Сюжет
Рик Диккер, правительственный агент, которому поручено помогать супергероям в поддержании своей анонимности, беседует с Кари Маккин о событиях, произошедших, когда она нянчила младшего члена семьи Парр, Джек-Джека.
Кари начинает рассказывать о произошедшем, заявляя, что ей позвонила миссис Парр, которая выражает несогласие разрешать Кари присматривать за детьми. Кари пытается заверить её, что она более чем способна позаботиться о Джек-Джеке, но разговор прерывается из-за обстрела самолёта Парр. Думая, что всё в порядке, и что она просто отключилась, Кари начинает заниматься с Джек-Джеком. Она начинает с вопроса к Джек-Джеку, по поводу готовности к «стимуляции развития Моцартом», затем включает для малыша Сонату для фортепиано № 11, после чего Джек-Джек исчезает со своего места, оказываясь за вазой.
Кари убирает вазу, а ребёнок уже находится возле холодильника с детской бутылочкой. Считая это странным, Кари снова пытается позвонить миссис Парр. Пока она оставляет сообщение, Джек-Джек взлетает на потолок и проливает молоко на Кари. Пока на заднем плане играет Маленькая ночная серенада, Кари кладёт малыша в детский манеж и закрывает его кучей вещей, чтобы тот не сбежал, и опять пытается позвонить миссис Парр. Однако Джек-Джек быстро сбегает из манежа, прогрызя прутья, и оказывается на высокой книжной полке. Потом он падает, Кари пытается поймать его, но тот проходит сквозь пол. Спустившись в прачечную, чтобы найти его, Кари видит, как Джек-Джек проходит по сторонам от неё сквозь стены, паря по воздуху. Через пару попыток Кари ловит шалуна.
Связав малыша со штангой, Кари, желая его занять, предлагает посмотреть с ним карточки. Это продолжается до тех пор, пока она не показывает Джек-Джеку карточку с огоньком, после чего младенец становится огненным. Ужасаясь, Кари подбирает сорванца щипцами для камина, затем тащит и суёт в ванную.
На следующий день снаружи всё выглядит хорошо, однако внутри дома всё вверх дном. Замучанная Кари холодно сопротивляется Джек-Джеку, испытывающем на ней разные способности. Раздаётся дверной звонок; Кари открывает дверь и встречает Синдрома, который спрашивает, здесь ли живёт семейство Парр. Кари ликует, думая, что он — новая няня на замену ей, но задается вопросом, что означает буква «S» на его костюме. Он утверждает, что это означает «старший над всеми нянечками», и что эту «всю надпись целиком было как-то неловко писать».
При возвращении к сцене допроса Диккер удивляется доверию Кари оставить ребёнка на попечительство Синдрома, на что Кари с криком намекает на вину младенца. Диккер спрашивает, рассказывала ли Кари кому-нибудь об этом инциденте, а та отвечает, что рассказала своим родителям, подумавшим, что она выдумщица. Кари выражает своё желание забыть про всё это, а Диккер обещая, что так и будет, активирует устройство, чтобы стереть её память.

## В ролях
- Брет Паркер — Кари Маккин, няня для Джек-Джека.
- Эли Фуциле и Мейв Эндрюс — Джек-Джек Парр, который, как Боб Парр и Хелен Парр, изначально не знал о сверхспособностях, но позже обнаружилось, что он обладает широким спектром способностей, включая изменение формы, телепортацию, лазерное зрение, элементарную трансмутацию, полёт и т. д.
- Бад Лаки — Рик Диккер, правительственный агент, наблюдающий за программой переезда.
- Джейсон Ли — Синдром / Бадди Пайн, который использует передовые технологии, чтобы дать себе сверхспособности.

## Награды
- В 2006 короткометражка получила Премию Хьюго за лучшую драматическую презентацию[2].